# Gary Basaraba
Gary Basaraba (Edmonton, 16 marzo 1959) è un attore canadese.

## Biografia
Nel 1985 ha interpretato il padre, Jack Grainger, nel film Un magico Natale con Mary Steenburgen. Nel 1987, è apparso in due episodi della serie televisiva Miami Vice. Basaraba ha interpretato il giornalista americano Heywood Broun nel film del 1994 Mrs. Parker e il circolo vizioso, e nel 1996 ha recitato nel film Striptease nel ruolo di Alberto. Nel 1991 interpreta lo sceriffo Grady Kilgore nel film Pomodori verdi fritti alla fermata del treno. Ha anche interpretato Sant'Andrea in L'ultima tentazione di Cristo e ha avuto un ruolo in Sweet Dreams.
Nel 2012 recita nella serie televisiva Mad Men nel ruolo di Herb Rennet. È stato anche la voce di Forzuto nel live-action de I Puffi del 2011. Nel 2015, ha recitato in un episodio di The Leftovers - Svaniti nel nulla. Nel 2016, ha interpretato il ruolo di Don nel film The Accountant. Nel 2019 recita nel film di Martin Scorsese, The Irishman, nel ruolo di Frank "Fitz" Fitzsimmons, che fu presidente ad interim del sindacato International Brotherhood of Teamsters dal 1967 al 1971, e presidente dal 1971 al 1981. Nel 2023, ha recitato nel film Killers of the Flower Moon.

## Filmografia parziale

### Cinema
- Alamo Bay, regia di Louis Malle (1985)
- Sweet Dreams, regia di Karel Reisz (1985)
- Un magico Natale (One Magic Christmas), regia di Phillip Borsos (1985)
- Nessuna pietà (No Mercy), regia di Richard Pearce (1986)
- Who's That Girl, regia di James Foley (1987)
- L'ultima tentazione di Cristo (The Last Temptation of Christ), regia di Martin Scorsese (1988)
- Pomodori verdi fritti alla fermata del treno (Fried Green Tomatoes), regia di Jon Avnet (1991)
- Mrs. Parker e il circolo vizioso (Mrs. Parker and the Vicious Circle), regia di Alan Rudolph (1994)
- The War, regia di Jon Avnet (1994)
- Striptease, regia di Andrew Bergman (1996)
- Un poliziotto a 4 zampe 3 (K-9: P.I.), regia di Richard J. Lewis (2002)
- L'amore infedele - Unfaithful (Unfaithful), regia di Adrian Lyne (2002)
- La tela di Carlotta (Charlotte's Web), regia di Gary Winick (2006)
- Pelham 123 - Ostaggi in metropolitana (The Taking of Pelham 123), regia di Tony Scott (2009)
- The Accountant, regia di Gavin O'Connor (2016)
- Suburbicon, regia di George Clooney (2017)
- American Animals, regia di Bart Layton (2018)
- Little Italy - Pizza, amore e fantasia (Little Italy), regia di Donald Petrie (2018)
- The Irishman, regia di Martin Scorsese (2019)
- Sound of Freedom - Il canto della libertà (Sound of Freedom), regia di Alejandro Monteverde (2023)
- Killers of the Flower Moon, regia di Martin Scorsese (2023)

### Televisione
- Miami Vice – serie TV, 2 episodi (1987-1989)
- Law & Order - I due volti della giustizia (Law & Order) – serie TV, 2 episodi (1992-2004)
- Un medico tra gli orsi (Northern Exposure) – serie TV, un episodio (1994)
- NYPD - New York Police Department (NYPD Blue) – serie TV, 3 episodi (1994-2000)
- New York Undercover – serie TV, un episodio (1995)
- Giuste sentenze (The Wright Verdicts) – serie TV, un episodio (1995)
- Homicide (Homicide: Life on the Street) – serie TV, un episodio (1995)
- Swift - Il giustiziere (Swift Justice) – serie TV, un episodio (1996)
- Ostaggi del silenzio (Dead Silence), regia di Daniel Petrie Jr. – film TV (1997)
- Oltre i limiti (The Outer Limits) – serie TV, un episodio (1997)
- Brooklyn South – serie TV, 22 episodi (1997-1998)
- Più forte ragazzi (Martial Law) – serie TV, un episodio (1998)
- Ultime dal cielo (Early Edition) – serie TV, un episodio (1999)
- In tribunale con Lynn (Family Law) – serie TV, un episodio (1999)
- Mysterious Ways – serie TV, un episodio (2001)
- Giudice Amy (Judging Amy) – serie TV, 3 episodi (2001-2002)
- Law & Order - Unità vittime speciali (Law & Order: Special Victims Unit) – serie TV, 2 episodi (2001-2018)
- Squadra emergenza (Third Watch) – serie TV, un episodio (2002)
- Boomtown – serie TV, 24 episodi (2002-2003)
- Everwood – serie TV, un episodio (2004)
- Close to Home - Giustizia ad ogni costo (Close to Home) – serie TV, un episodio (2005)
- Tutti odiano Chris (Everybody Hates Chris) – serie TV, 2 episodi (2005)
- CSI - Scena del crimine (CSI: Crime Scene Investigation) – serie TV, un episodio (2006)
- Las Vegas – serie TV, un episodio (2007)
- Nip/Tuck – serie TV, un episodio (2017)
- Mixed Blessings – serie TV, 24 episodi (2007-2010)
- Recount, regia di Jay Roach – film TV (2008)
- Numb3rs – serie TV, un episodio (2009)
- Cold Case - Delitti irrisolti (Cold Case) – serie TV, un episodio (2009)
- Blue Bloods – serie TV, un episodio (2010)
- Flashpoint – serie TV, un episodio (2011)
- Criminal Minds: Suspect Behavior – serie TV, un episodio (2011)
- Castle – serie TV, episodio 3x20 (2011)
- Unforgettable – serie TV, un episodio (2011)
- The Mentalist – serie TV, un episodio (2012)
- Mad Men – serie TV, 3 episodi (2012-2013)
- Person of Interest – serie TV, un episodio (2013)
- Justified – serie TV, un episodio (2014)
- Bones – serie TV, un episodio (2014)
- Forever – serie TV, un episodio (2014)
- The Leftovers - Svaniti nel nulla (The Leftovers) – serie TV, un episodio (2015)
- Madam Secretary – serie TV, un episodio (2016)
- NCIS: New Orleans – serie TV, un episodio (2016)
- Grey's Anatomy – serie TV, un episodio (2016)
- Chicago Justice – serie TV, 2 episodi (2017)
- Criminal Minds – serie TV, un episodio (2018)
- Doom Patrol – serie TV, un episodio (2019)
- Women of the Movement – serie TV, 5 episodi (2022)

### Doppiaggio
- I Puffi (The Smurfs), regia di Raja Gosnell (2011)
- I Puffi - A Christmas Carol (The Smurfs: A Christmas Carol), regia di Troy Quane (2011)
- I Puffi - La leggenda di Puffy Hollow (The Smurfs: The Legend of Smurfy Hollow), regia di Stephan Franck (2013)
- I Puffi 2 (The Smurfs 2), regia di Raja Gosnell (2013)

## Doppiatori italiani
Nelle versioni in italiano delle opere in cui ha recitato, Gary Basaraba è stato doppiato da:
- Massimo De Ambrosis in La tela di Carlotta, Recount, Sound of Freedom - Il canto della libertà
- Enzo Avolio in L'amore infedele - Unfaithful, Little Italy - Pizza, amore e fantasia, Castle
- Simone Mori in The War, Killers of the Flower Moon
- Mauro Gravina in Un magico Natale
- Sandro Acerbo in Nessuna pietà
- Massimo Corvo in L'ultima tentazione di Cristo
- Enrico Di Troia in Pomodori verdi fritti alla fermata del treno
- Giuliano Santi in Brooklyn South
- Riccardo Rovatti in Un poliziotto a 4 zampe 3
- Roberto Stocchi in Law & Order - I due volti della giustizia
- Gerolamo Alchieri in Boomtown
- Massimo Rinaldi in Close to Home - Giustizia ad ogni costo
- Saverio Indrio in CSI - Scena del crimine
- Donato Sbodio in Nip/Tuck
- Franco Mannella in Cold Case - Delitti irrisolti
- Ambrogio Colombo in Criminal Minds: Suspect Behavior
- Luca Dal Fabbro in Mad Men
- Emidio La Vella in Person of Interest
- Renato Cecchetto in Blue Bloods
- Elio Zamuto in NCIS: New Orleans
- Roberto Draghetti in Grey's Anatomy
- Paolo Marchese in Suburbicon
- Alessandro Rossi in Chicago Justice
- Dario Oppido in American Animals
- Giorgio Lopez in Criminal Minds
- Stefano Mondini in The Irishman

Da doppiatore è sostituito da:
- Massimo De Ambrosis ne I Puffi, I Puffi 2